# Etere (divinità)

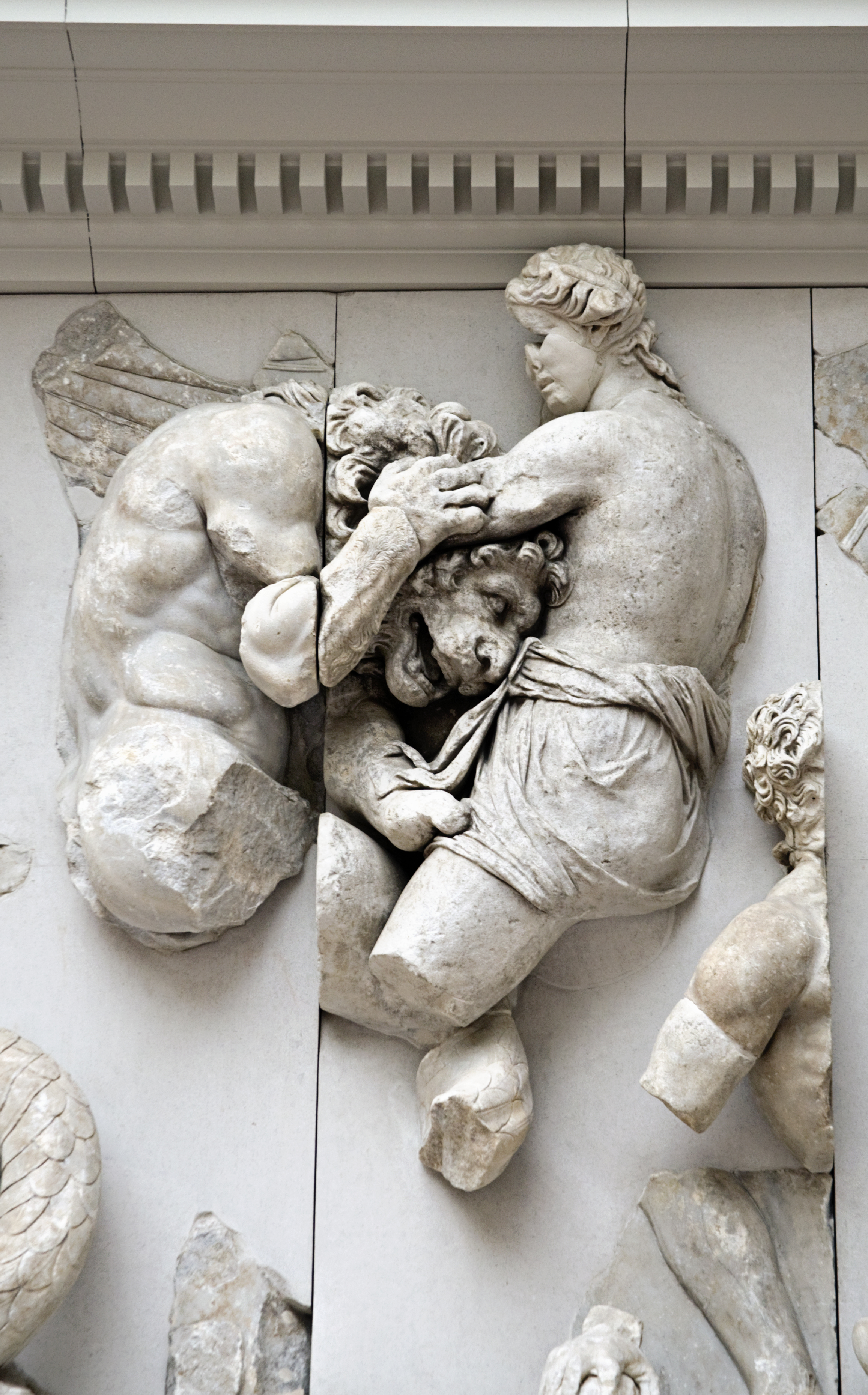
Etere combatte contro un gigante con la testa leonina (particolare dell'altare di Zeus presso il Pergamon Museum di Berlino)

Etere (in greco antico: Αἰθήρ?, Aithḗr) è una divinità primigenia della religione e della mitologia greca. 
È la potenza divina del cielo superiore e più puro della luminosità del giorno. Si tratta della divinità dell'aria superiore che solo gli Dei respirano, in contrapposizione all'aria respirata dai mortali (in greco antico: ἀήρ?, aḗr).

## Genealogia
Esiodo nella sua Teogonia (v. 124-125) indica Etere come figlio di Erebo (Ἔρεβος, le Tenebre) e Nyx (Nύξ, Notte), e fratello di Emera (Ἠμἐρα, il Giorno).
Per Acusilao Erebo e Notte sono figli di Chaos e generano Eros, Etere e Metis (Μῆτις).
Igino, mitografo di lingua latina del II secolo d.C., nelle Fabulae  scrive che era figlio di Caligine (Tenebre) e di Caos. Da Giorno (Dies)  ebbe come figli la Terra e il Cielo (Caelum) e il Mare. Mentre dalla figlia Terra ebbe come discendenza: Dolore (Dolor), Inganno (Dolus),  Ira, Lutto (Luctus), Menzogna (Mendacium), Giuramento (Iusiurandum), Vendetta (Ultio), Intemperanza (Intemperantia), Disputa (Altercatio), Dimenticanza (Obliuio),  Ottusità (Socordia), Paura (Timor), Superbia, Incesto (Incestum), Battaglia (Pugna), Oceano (Oceanus), Temi, Tartaro (Tartarus), Ponto (Pontus), i Titani (Titanes) e le tre Furie (Furiae).

## Etere nell'orfismo
Una teogonia di stampo orfico, quella attribuita a Ieronimo e a Ellanico di datazione incerta e che viene riportata nel modo più esauriente da Damascio nel VI secolo d.C. Dall'acqua e dalla terra prese origine un serpente, il cui nome era Tempo/Chronos; a questo serpente era congiunta Ananke (Ἀνάγκη, Necessità) incorporea, per natura identica ad Adrastea, con le braccia aperte a contenere  tutto il mondo. Etere umido è figlio di Tempo e fratello di Chaos senza limiti e di Erebo nebbioso; in questa triade Tempo genera l'uovo da cui nasce un essere dall'aspetto sia femminile che maschile: Protogono, anche chiamato Zeus o Pan.
Un'ulteriore teogonia orfica emerge dai Discorsi sacri, di cui diversi autori neoplatonici riportano alcuni passi attribuiti a Orfeo, ma probabilmente frutto di una rielaborazione di materiale arcaico avvenuta tra il I e il II secolo d.C.. In questa teogonia, Tempo (Χρόνος, Chronos) genera Etere e quindi un chásma (baratro, χάσμα) grande che si estende qua e là; poi il Tempo per mezzo di Etere forma un "Uovo d'argento".

## Nella teologia
Giamblico , che a sua volta segue Aristotele, lo considera relazionato alla sostanza immateriale di cui si compongono gli dèi.